# پکورارا

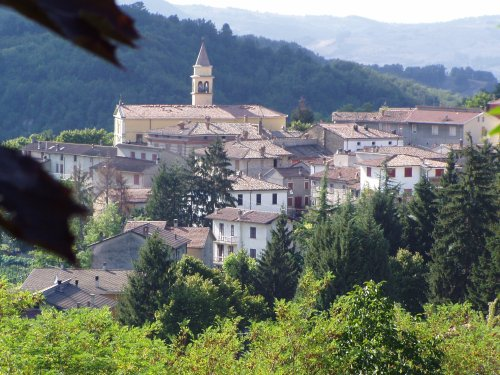
پکورارا

پکورارا (به ایتالیایی: Pecorara) یک کومونه در ایتالیا است که در استان پیاچنزا واقع شده‌است. پکورارا ۵۳٫۸ کیلومتر مربع مساحت و ۸۸۴ نفر جمعیت دارد.